# مؤشر الانعكاس الكيميائي الضوئي
مؤشر الانعكاس الكيميائي الضوئي أو PRI هو مقياس انعكاس وضعه الدكتور جون جامون خلال مدة عمله كباحث ما بعد الدكتوراه تحت إشراف الدكتور كريستوفر فيلد في معهد كارنيج للعلوم بجامعة ستانفورد. ويتسم مؤشر الانعكاس الكيميائي الضوئي بأنه حساس تجاه التغييرات في الأصباغ شبه الكاروتينية (مثلاً، أصباغ الزانثوفيل) في أوراق النباتات الحية. وتعد الأصباغ شبه الكاروتينية مؤشرًا على مدى كفاءة استخدام الضوء في التمثيل الضوئي أو معدل امتصاص الأوراق لغاز ثاني أكسيد الكربون لكل وحدة ممتصة من الطاقة. وهكذا، فإنه يُستخدم في الدراسات المرتبطة بإنتاجية النباتات والضغط. ونظرًا لقياس مؤشر الانعكاس الكيميائي الضوئي لاستجابات النباتات للضغط، فيمكن استخدامه في تقييم صحة النظام البيئي العام باستخدام بيانات الأقمار الصناعية أو أشكال أخرى من الاستشعار عن بُعد. وتتضمن التطبيقات الصحة النباتية في أراضي الأشجار القمئية والغابات والمحاصيل الزراعية دائمة الخضرة قبل الشيخوخة. ويتم تعريف مؤشر الانعكاس الكيميائي الضوئي (PRI) من خلال المعادلة التالية باستخدام الانعكاس الكيميائي الضوئي (P) عند موجة طولية تبلغ 531 و570 نانومتر:
{\displaystyle PRI={\frac {(\rho 531-\rho 570)}{(\rho 531+\rho 570)}}} 
ويستخدم بعض المؤلفين المعادلة التالية
{\displaystyle PRI={\frac {(\rho 570-\rho 531)}{(\rho 570+\rho 531)}}} 
وتتراوح القيم بين -1 إلى 1.